# Ajatashatru

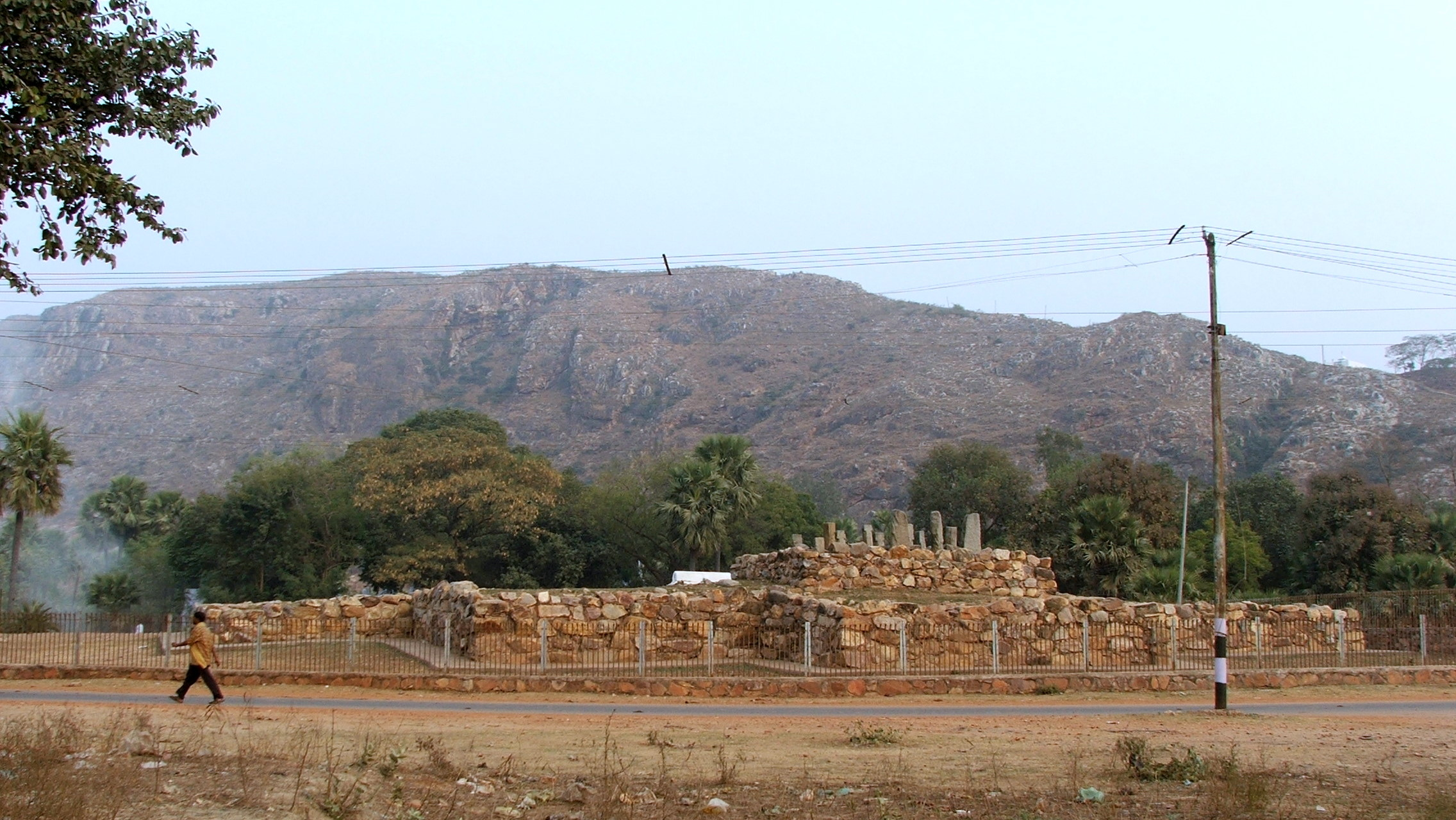
Stupa de Rajgir où reposeraient les cendres d’Ajatashatru

Ajātaśatru (sanskrit) ou Ajatasattu (pali), अजातशत्रु , fut roi du royaume du Magadha de -492 à -461 av. J.-C.. Fils de Bimbisara, il appartenait à la dynastie Hariyanka. Le peu de renseignements que nous pouvons trouver sur sa vie nous est parvenu par la tradition orale et des textes jaïns et bouddhistes tardifs. Il fut contemporain du Bouddha mais soutint selon la tradition bouddhiste le dissident Devadatta plutôt que le fondateur du courant.
Il apparait dans le canon pali sous le nom de Ajatasattu Vedehiputta, qui semble indiquer que sa mère venait d’un clan Vedeha ou du royaume de Videha. Les jaïns le nomment Kunika ou Konika.

## Biographie

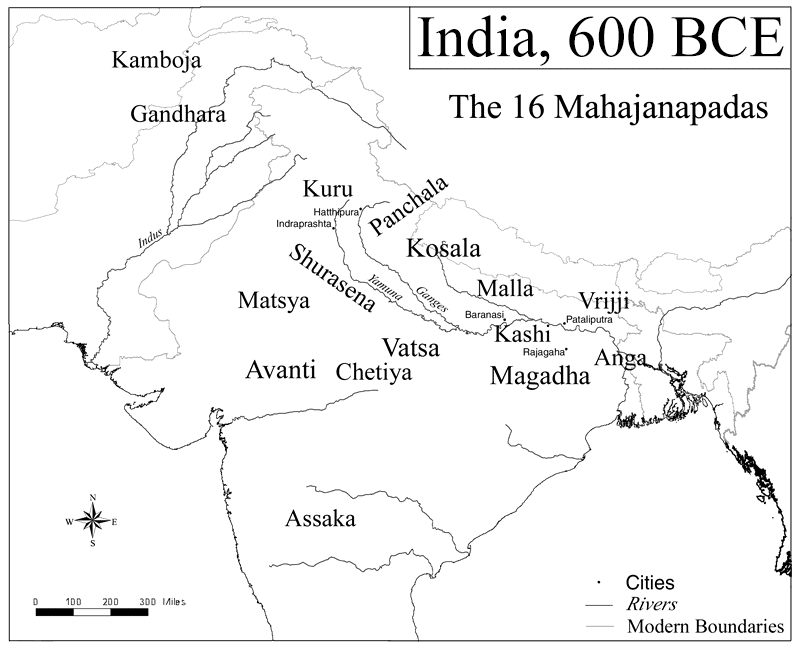
Royaumes de l’Inde ancienne

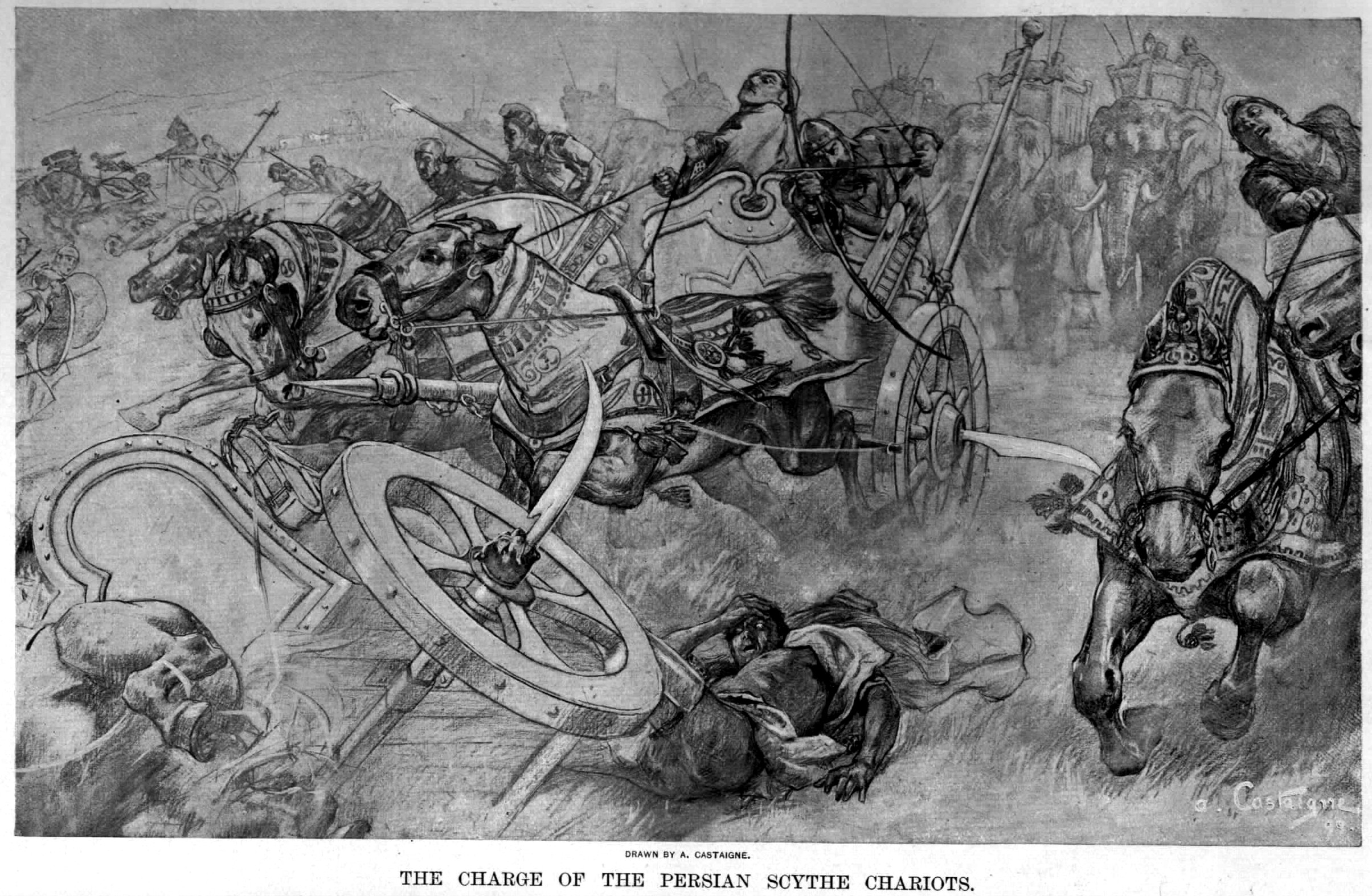
Ajatashatru pourrait être le premier utilisateur du char à lame ; bataille de Gaugamèles par Andre Castaigne (1898-1899)

Il serait le fils de Bimbisara et de la sœur du roi Pasenadi de Kosala, appelée Kosaladevi (princesse de Kosala) dans le canon pali et Vāsavī dans la tradition tibétaine. L’autre appellation d’Ajatashatru, Vedehiputta (fils de dame Vedehi), indiquerait que Vedehi était le gotta des rois de Kosala, mais certains envisagent qu’il ait été le fils, non de Kosaladevi, mais d’une princesse de Videha. Il aurait épousé Vajirā, fille de Pasenadi, dont il aurait eu un fils, Udāyibhadda.
Nommé par son père vice-roi de l’Anga, il l’aurait assassiné en -491 par empoisonnement ou en le faisant emprisonner. La tradition bouddhiste prétend qu’il fut poussé au crime par Devadatta, cousin et adversaire du Bouddha, et que malgré ses remords le grade de sotapanna lui fut refusé à cause de ce meurtre considéré comme impardonnable. Il est pour cela en enfer pour 60 000 ans, mais atteindra le nirvāna dans une existence ultérieure sous le nom de Viditavisesa ou Vijitāvī, une fois sa peine purgée. La légende bouddhiste prétend aussi qu’un devin ayant prédit le parricide alors que la reine était enceinte, elle aurait tenté en vain d’avorter.
Il déplaça la capitale du Magadha à Pataliputra et sécurisa les frontières du royaume en mettant en place un important dispositif militaire. L'annexion du Kosala et la récupération de Kashi, donnée en dot à sa mère mais reprise par Pasenadi après le meurtre de Bimbisara, établit son royaume en tant que principale puissance du Nord. Il mena dès 484 av. J.-C. une guerre de seize années contre la confédération de Vrijti (comprenant le nord de Bihar et le Népal actuel), ex-territoires du Kosala tenant à retrouver l'indépendance.  
Il serait mort comme son père, tué par son fils Udāyībhadda (Udāyin),.

## Autres
Il est l’un des possibles inventeurs du char équipé de lames utilisé par les Perses, dont il aurait fait usage en -475 contre les Licchavis. Les plus anciens karshapanas d'argent dateraient de son règne.
Il est l’un des personnages du roman Creation de Gore Vidal.